# Pat Garrett
Patrick "Pat" Floyd Garrett (Cusseta (Alabama), 5 de juny de 1850 - Las Cruces (Nou Mèxic), 29 de febrer del 1908) fou un advocat, barman i agent de duanes del Far West, conegut més que res per haver matat Billy el Nen quan era xèrif del Comtat de Lincoln, a l'estat de Nou Mèxic. Pat Garrett, després de matar el bandoler el 1881, publicà un llibre que es va fer força popular: The Authentic Life of Billy The Kid, de manera que 'El Nen' havia entrat a la llegenda del Far West de la mà de l'home que havia acabat amb la seva vida.